# Географија Крагујевца
У срцу Србије, на стотинак километара јужно од Београда налази се град Крагујевац. У котлини између крајњих огранака Рудника, Црног врха и Гледићких планина, на реци Лепеници смештена је некадашња престоница Србије, град аутомобила, природни, политички, друштвени, здравствени, привредни и културно-образовни центар Централне Србије. Крагујевац је подигнут обалама реке Лепенице, у котлини између крајњих огранака Рудника, Црног врха и Гледићких планина. Град се налази на надморској висини од 173 - 220 m, са географским положајем  +44° 22' ; +20° 56', где влада умерено-континентална клима. На краћем растојању на подручју Града Крагујевца у погледу рељефа разликују се три дела: виши планински, средње побрђе и ниски равничарски део. Планине обухватају земљиште преко 500 m надморске висине, које улази у састав Гледићких планина и Црног врха. Црни врх налази се на истоку од Крагујевца између Лепенице, Ждраљице, Белице и Велике Мораве. То је ниска шумадијска планина, надморске висине 707 метара.
На подручју Града Крагујевца пружају се огранци Црног врха који чине источни оквир Крагујевачке котлине. То су познатији врхови: Селаково брдо (541) у Великој Сугубини, Котрљане (570) м у Букоровцу, Дренак (553 m) у Горњим Комарицама, Печене Ливаде (500 m) у Доњим Комарицама и др.
Црни врх је добио име због црног планинског изгледа. На њему се налази релејни ТВ предајник.
Крајњи огранци Црног врха према Крагујевцу су: Метино брдо и Кошутњак са Илином водом.
Гледићке планине пружају се у правцу север-југ од Западне Мораве до Крагујевца, где се завршавају Господаревим брдом, јужно од фабрике аутомобила „Застава“.
Планинском земљишту Гледићких планина на подручју Града Крагујевца припадају узвишења од Доње Сабанте, Баљковца, Грошнице и Голочела до Великих Пчелица и Дулена. На том делу познатији врхови су: Стражара (652 m) у Доњој Сабанти, Гувниште (657 m) у Великим Пчелицама, Клик (517 m) у Грошници, Вучја коса (587 m), Аџиним Ливадама, затим у Дулену Црни врх (895 m), Гомиле (793 m), Иверак (777 m), Велики вис (778 m) и др.
Побрђе чини прелаз измеду планина и равница, тј. измеду највишег и најнижег земљишта. Оно захвата највеће пространство на подручју Града Крагујевца. Припада му западни обод Крагујевачке котлине од Ђурисела до Лужница и побрђе источног обода од Трмбаса до Ботуња, као и побрђе по дну котлине. Високо побрђе јавља се по дну и ободу Горњолевачке котлине у Великим Пчелицама, Горњој Сабанти, Великој Сугубини и Доњој Сабанти.
За разлику од Горњолевачке котлине, у Крагујевачкој котлини на већем пространству јавља се ниже побрђе - брежуљци по дну котлине од Корићана до Ресника с леве стране Лепенице и до Ботуња с десне стране. Од њих су познатије: Господарево брдо (288 м), Метино брдо (252 m), Кошутњак (266 m), Самар (242 m) у Корману, Каповац (270 m) у Ботуњу, Гурибаба (229 m) у Реснику ...
Познатија брда на подручју Града Крагујевца су: Жежељ (481 m) у Доњој Сабанти, Ливада (480 m) у Горњој Сабанти, Голија (450 m) у Букоровцу, Градина (416 m) у Доњим Грбицама, Шљивовачка главица (495 m) у Шљивовцу, Рујевица (472 m) у Драчи и др.
Побрђе је рашчлањено у речним долинама па даје утисак благо заталасаног земљишта, карактеристичног за Шумадију.
Пошто побрђе на подручју Града Крагујевца чине органци Рудника, Црног врха и Гледићких планина, занимљиво је истаћи где је тромеђа крањих тачака ових планина. Рудник преко Становљанског поља, Црни врх преко Метиног брда, а Гледићке планине преко Господаревог брда својих крајњих тачкама стичу се на ушћу Ждраљице у Лепеницу (178m). Ово је било од утицаја на положај Крагујевца и представља реткост да се неки град налази на стецишту огранака трију планина.